# Kamienka (wołost Michajłowskaja)
Kamienka (ros. Каменка) – wieś (ros. деревня, trb. dieriewnia) w zachodniej Rosji, w wołoscie Michajłowskaja (osiedle wiejskie) rejonu łokniańskiego w obwodzie pskowskim. Do roku 2015 wchodziła w skład wołostu Miritinickaja.

## Geografia
Miejscowość położona jest nad rzeką Puzna, 12 km od centrum administracyjnego osiedla wiejskiego (Michajłow Pogost), 18 km od centrum administracyjnego rejonu (Łoknia), 159 km od stolicy obwodu (Psków).

## Demografia
W 2010 r. miejscowość zamieszkiwały 23 osoby.